# 石川コンピュータ・センター
株式会社石川コンピュータ・センター（いしかわコンピュータ・センター、英: Ishikawa Computer Center Co.,Ltd.）は、石川県金沢市に本社を置く日本のソフトウェア開発企業・インターネットサービスプロバイダでシステムインテグレーター（独立系）。略称はICC。
経済産業省（中部経済産業局所管）のシステムインテグレータ登録制度（SI・SO制度）に登録している。

## 沿革
- 1972年10月5日 - 株式会社石川電子計算センター設立（資本金1,000万円）。
- 1981年 - 金沢市無量寺町に本社移転。
- 1982年 - 通商産業省から安全対策実施事業所の認定を受ける。
- 1987年 - 株式会社石川コンピュータ・センターに商号変更。
- 1990年 - 通商産業省よりシステムインテグレーターの登録を受ける。
- 1995年 - 商用インターネットサービス「incl」（インクル）運用開始。
- 2001年 - ISO 9001取得。
- 2004年 - ISMS認証取得。
- 2005年 - ISO 14001取得。
- 2006年 - 大阪支店開設。
- 2010年 - プライバシーマーク取得。
- 2012年 - 新データセンター（白山センター）開業。

## 主な事業内容
- ソフトウェア開発 - 地方公共団体・医療機関・一般企業向けソフト
- 情報処理に関するアウトソーシング
- インターネットサービス
- データセンターソリューション（ハウジングサービス、仮想基盤サービス（Vase）、BCPリモートバックアップサービス、Web会議システム、オンラインストレージ、など）

## 事業所
- 本社：石川県金沢市無量寺町ハ6-1
- 医療システム本部（野々市システムセンター）：石川県野々市市下林2-94-6
- 東京支社：東京都港区芝1-10-11 コスモ金杉橋ビ
- 名古屋支社愛知県名古屋市中区錦1-7-27 三同ビル錦
- 大阪支店：大阪府大阪市都島区東野田町1-20-5 大阪京橋ビルディング
- 富山営業所：富山県富山市太郎丸西町1-8-7 FDビル
- 福井営業所：福井県福井市大手2-7-15 明治安田生命福井ビル

## 関連企業
- 株式会社ICCサービスセンター
- 株式会社ICCデータプラス
- 株式会社ICCシステムソリューションズ